# Air Song
《Air Song》은 헨리 스레드질, 스티브 맥콜, 프레드 홉킨스로 구성된 미국의 프리 재즈 트리오 에어의 첫 정규 음반이다. 원래 일본의 레이블 와이 낫에서 1975년에 발매되었다가 1982년 인디아 내비게이션을 통하여 발매되었다.

## 평가
펭귄 가이드 투 재즈에서는 별 네 개 만점을 부여하였다. 올뮤직에서는 다섯 개 만점 중 4개를 부여하였다.
| 전문가 평가                         | 전문가 평가 |
| 평가 점수                           | 평가 점수   |
| 출처                                | 점수        |
| ----------------------------------- | ----------- |
| Penguin Guide to Jazz               | [ 2 ]       |
| Allmusic                            | [ 3 ]       |
| The Rolling Stone Jazz Record Guide | [ 4 ]       |

## 트랙 리스트
모든 노래는 헨리 스레드질이 작곡하였다.
1. "Untitled Tango" – 12:08
2. "Great Body of the Riddle or Where Were the Dodge Boys When My Clay Started to Slide" – 13:29
3. "Dance of the Beast" – 11:03
4. "Air Song" – 12:17
  - Recorded at P.S. Recording Studios, Chicago on September 10, 1975

## 크레딧
- 헨리 스레드 질 - 태너 색소폰 (1), 바리톤 색소폰 (2), 알토 색소폰 (3), 플루트 (4)
- 프레드 홉킨스 - 베이스
- 스티브 맥콜 - 드럼